# Copons
Copons és una vila i municipi situat a la comarca de l'Anoia pertanyent a província de Barcelona. Forma part de la comarca natural de la Segarra.

## Geografia
- Llista de topònims de Copons (Orografia: muntanyes, serres, collades, indrets..; hidrografia: rius, fonts...; edificis: cases, masies, esglésies, etc).

Copons està situat a 432 metres d'altitud sobre el nivell del mar, en una vall que constitueix la capçalera del riu Anoia. Del seu terme municipal formen part nuclis aïllats com Viladases i Sant Pere de Copons, i limita amb els termes municipals de Veciana (al nord), Rubió (a l'est), Jorba (al sud) i Sant Guim de Freixenet (a l'oest).
|                        | Veciana         |       |
| Sant Guim de Freixenet | Rosa dels vents | Rubió |
|                        | Jorba           |       |

## Història
La vila de Copons (432 m) es va edificar en la vall formada per la confluència del riu Anoia amb la riera de Sant Pere i al vessant del turó que havia estat coronat pel desaparegut castell. Dins el perímetre de les muralles medievals hi va haver els carrers del Castell i del Mur. Extramurs i cap a la part baixa es van estendre els carrers Vilanova i el Raval, formant el carrer Major. El segle xviii, va ser una època molt pròspera per a Copons, gràcies als traginers coponencs. Les xarxes comercials es van escampar progressivament, arribant a les ciutats de Tarragona i Barcelona. Les principals famílies comerciants eren els Jover, els Segura, els Brunet i els Ramon. Diversos membres rellevants d'aquestes famílies es van assentar per Espanya en establir llocs de comerç i van arribar a ser membres rellevants de la burgesia local dels segles xviii i xix (Com ara Càceres i Valladolid).
Aquests traginers comerciaven amb el sector tèxtil, i en venien a importants llocs de Catalunya com Igualada i Barcelona, però també a importants llocs com podien ser Castella i La Corunya. De camí de tornada, portaven gra per als 18 molins que hi havia al llarg del riu Anoia (des del molí de la Roda fins al molí de cal Madora).
L'any 1839, durant la primera guerra carlina, gran part de la població patí un incendi provocat per la facció del "Llarg de Copons" que no va aconseguir prendre la població de mans de les tropes lleials al govern lliberal.

## Demografia
| 1497 f | 1515 f | 1553 f | 1717 | 1787 | 1857 | 1877 | 1887 | 1900 | 1910 |
| ------ | ------ | ------ | ---- | ---- | ---- | ---- | ---- | ---- | ---- |
| 20     | 19     | 33     | 186  | 468  | 760  | 839  | 735  | 777  | 779  |

| 1920 | 1930 | 1940 | 1950 | 1960 | 1970 | 1981 | 1990 | 1992 | 1994 |
| ---- | ---- | ---- | ---- | ---- | ---- | ---- | ---- | ---- | ---- |
| 650  | 555  | 537  | 555  | 511  | 447  | 324  | 302  | 259  | 259  |

| 1996 | 1998 | 2000 | 2002 | 2004 | 2006 | 2008 | 2010 | 2012 | 2014 |
| ---- | ---- | ---- | ---- | ---- | ---- | ---- | ---- | ---- | ---- |
| 265  | 271  | 271  | 287  | 282  | 289  | 313  | 320  | 324  | 323  |

| 2016 | 2018 | 2020 | 2022 | 2024 | 2026 | 2028 | 2030 | 2032 | 2034 |
| ---- | ---- | ---- | ---- | ---- | ---- | ---- | ---- | ---- | ---- |
| 300  | 306  | 321  | 333  | 351  | -    | -    | -    | -    | -    |

## Llocs d'interès
Copons té una interessant plaça major del segle xvii, en bona part porticada. També hi ha moltes cases de pedra, amb portals adovellats.
- Col·lecció d'eines tradicionals de fusteria.[4]
- El Gorg del Nafre (saltant d'aigua)